# ایستگاه متروی جانبازان (تهران)
ایستگاه متروی جانبازان که پیشتر با نام گلبرگ شناخته می‌شد، در خط ۲ مترو تهران است و در خیابان شهید مدنی، میان میدان رسالت و خیابان جانبازان می‌باشد.
این ایستگاه در ۱۸ مهر ۱۳۸۵ تأسیس شده و دارای ۱۲۹۵۵ متر مربع فضای سرپوشیده و ۱۲۹۴۵ متر مربع فضای باز می‌باشد.

## خطوط حمل و نقل عمومی
از خطوط اتوبوسرانی عبوری از مجاور این ایستگاه خطوط ذیل می‌باشد:
- خط اتوبوس ۲۰۷ چهارراه تهرانپارس به ميدان رسالت در مسیر خ. دماوند - خ .رشید - خ. جانبازان شرقی- خ. باقری - جانبازان غربی- خ . دردشت- خ. حاجی صادقی - خ. آیت - م. نبوت  - خ. جانبازان غربی- خ. شهید بختیاری - خ. مهرانپور - خ. شهید مدنی - م. رسالت
- خط اتوبوس ۳۱۲ ميدان قيام به ميدان رسالت در مسیر جنب پارک کوثر-م قیام-خ مولوی-خ سیروس-سید رضی-خ مردم-ژاله-خ بهارستان-م ابن سینا-انقلاب-ش مدنی-جانبازان شرقی-م هلال احمر-خ جانبازان-خ مدنی- م رسالت
- خط ۷۰۱ وحيديه به ميدان رسالت در مسیر خيابان دماوند-مسیل باختر-م تسلیحات-خ گلستان-۴۶ متری-سمنگان-گلبرگ-بختیاری-مهران پور-مدنی-رسالت [۲]

## جستارها وابسته
- مترو
- مترو تهران